# Serranópolis
Serranópolis este un oraș în Goiás (GO), Brazilia.